# KISSxxxx
『KISSxxxx』（キス）は、楠本まきによる日本の少女漫画。『週刊マーガレット』（集英社）1988年13号から19・20合併号、『マーガレット』（同社）1988年9号から1991年19号にかけて連載された。
タイトル末尾につけられた「x」とはキスを表すスラング表記であり、キスがずっと続いていくことを意味している。

## 概要
恋人同士である女子高校生かめのとロックバンドのヴォーカリストカノンの甘い日常が楠本独特の耽美で繊細な筆致で綴られる。
連載開始当初は一般的な少女漫画のフォーマットに則っていたが、連載が進むにつれ実験的な手法が数多くみられるようになる。
当時一般的ではなかったロリータ、ゴシックといった美意識を画面に取り入れ、カルト的な人気を博した。
1990年には著者自らバンド選定に関わったコンピレーションアルバムがUKプロジェクトから、1991年には映像化作品『VIDEO KISSxxxx』がビクター音楽産業から発売されている。

## 登場人物
蟹 かめの（かに かめの）
天然で人並み外れておっとりした女子高校生。今でいう不思議ちゃん的キャラクター。家出中の兄を探しに行った先でカノンと出会う。
加納 亜樹良（かのう あきら） / カノン
インディーズで活動するロックバンド「ディー・キュセ」のヴォーカル。その立場や美貌から女性に非常にモテるが、かめの以外は眼中にない。
蟹 末広（かに すえひろ） / カニちゃん
かめのの兄でディー・キュセのベーシスト。織る子に片想いしている。
加納 織る子（かのう おるこ）
カノンの姉。クール・ビューティ。

## 書誌情報
- 楠本まき 『KISSxxxx』 集英社 マーガレット・コミックス ワイド版、全5巻 
  1. 第1巻 1989年5月発売 ISBN 978-4088495187
  2. 第2巻 1989年8月発売 ISBN 978-4088495514
  3. 第3巻 1990年2月発売 ISBN 978-4088496214
  4. 第4巻 1990年10月発売 ISBN 978-4088496931
  5. 第5巻 1991年12月発売 ISBN 978-4088498270

  - 『週刊マーガレット』連載分が2巻に収録されているため、エピソードが前後している。
- 楠本まき 『The complete reprinted issue of kiss xxxx』 マガジンハウス Mag comics愛蔵版、全1巻
  1. 1999年12月発売 ISBN 978-4838711932
- 楠本まき 『KISSxxxx』 集英社 集英社文庫、全3巻
  1. 第1巻 2009年2月18日発売 ISBN 978-4-08-618838-8
  2. 第2巻 2009年2月18日発売 ISBN 978-4-08-618839-5
  3. 第3巻 2009年3月18日発売 ISBN 978-4-08-618840-1

## 関連作品
- イメージコンピレーションアルバム『KISSxxxx』

dip the flag、割礼らが参加。
- イメージビデオ『VIDEO KISSxxxx』